# Supercytis
Supercytis is een geslacht van mosdiertjes uit de familie van de Cytididae en de orde Cyclostomatida. De wetenschappelijke naam ervan werd in 1854 voor het eerst geldig gepubliceerd door Alcide d'Orbigny.

## Soorten
- Supercytis gracilis Gordon & Taylor, 2010
- Supercytis savii Ramalho, Muricy & Taylor, 2009
- Supercytis tubigera Busk, 1886

Niet geaccepteerde soort:
- Supercytis watersi Harmer, 1915 → Telopora watersi (Harmer, 1915)